# 维斯附近林贝格
维斯附近林贝格是奥地利施蒂利亚州德意志兰茨贝格县的一个市镇。总面积7.67平方公里，总人口916人，人口密度119.4人/平方公里（2001年）。